# Estland op de Olympische Zomerspelen 2016
Estland nam deel aan de Olympische Zomerspelen 2016 in Rio de Janeiro, Brazilië. De 45 deelnemers kwamen uit in dertien sportdisciplines. Vlaggendragers waren Karl-Martin Rammo (opening) en Mart Seim (sluiting).
De enige medaille op deze editie werd gewonnen in het roeien door Tõnu Endrekson, Andrei Jämsä, Allar Raja en Kaspar Taimsoo in de dubbel-vier. Het behalen van één (bronzen) medaille was de slechtste prestatie van de Estische olympische ploeg sinds het uiteenvallen van de Sovjet-Unie.

## Medailleoverzicht
| Sport  | Olympiër                                              | Onderdeel       | Medaille |
| ------ | ----------------------------------------------------- | --------------- | -------- |
| Roeien | Tõnu Endrekson Andrei Jämsä Allar Raja Kaspar Taimsoo | dubbel-vier (m) | Brons    |

## Deelnemers en resultaten
(m) = mannen, (v) = vrouwen 

### Atletiek
| Olympiër            | Onderdeel        | Resultaat | Prestatie                                                                    |
| ------------------- | ---------------- | --------- | ---------------------------------------------------------------------------- |
| Jaak-Heinrich Jagor | 400m horden (m)  | 29e       | serie 2: 4de in 49,78                                                        |
| Rasmus Mägi         | 400m horden (m)  | 6e        | serie 3: 3de in 48,55 halve finale 2: 4de in 48,64 finale: 6de in 48,40 (NR) |
| Roman Fosti         | marathon (m)     | 61e       | 2:19.26                                                                      |
| Tiidrek Nurme       | marathon (m)     | 63e       | 2:20.01                                                                      |
| Gerd Kanter         | discuswerpen (m) | 5e        | kwalificatie groep A: 4de met 64,02m finale: 5de met 65,10m                  |
| Martin Kupper       | discuswerpen (m) | 10e       | kwalificatie groep B: 6de met 62,92m finale: 10de met 66,58m                 |
| Tanel Laanmäe       | speerwerpen (m)  | 18e       | kwalificatie groep B: 10de met 80,45m                                        |
| Magnus Kirt         | speerwerpen (m)  | 23e       | kwalificatie groep A: 12de met 79,33m                                        |
| Risto Mätas         | speerwerpen (m)  | 22e       | kwalificatie groep A: 11de met 79,40m                                        |
| Karl Robert Saluri  | tienkamp (m)     | 23e       | 7223 punten                                                                  |
| Maicel Uibo         | tienkamp (m)     | 24e       | 7170 punten                                                                  |
|                     |                  |           |                                                                              |
| Leila Luik          | marathon (v)     | 114e      | 2:54.38                                                                      |
| Liina Luik          | marathon (v)     | DNF       | niet gefinisht                                                               |
| Lily Luik           | marathon (v)     | 97e       | 2:48.29                                                                      |
| Ksenija Balta       | verspringen (v)  | 6e        | kwalificatie groep B: 2de met 6,71m finale: 6de met 6,79 m                   |
| Liina Laasma        | speerwerpen (v)  | 20e       | kwalificatie groep B: 9de met 58,06m                                         |
| Grit Šadeiko        | zevenkamp (v)    | DNF       | DNF                                                                          |

### Badminton
| Olympiër     | Onderdeel     | Resultaat | Prestatie                                                                             |
| ------------ | ------------- | --------- | ------------------------------------------------------------------------------------- |
| Raul Must    | enkelspel (m) | 17e       | groep G: 3de V van DEN Jorgensen: 8–21, 15–21 V van FRA Leverdez: 18–21, 21–18, 12–21 |
|              |               |           |                                                                                       |
| Kati Tolmoff | enkelspel (v) | 17e       | groep L: 2de V van THA Intanon: 14–21, 13–21 W van HKG Yip: 5–21, 21–13, 21–19        |

### Boogschieten
| Olympiër       | Onderdeel       | Resultaat | Prestatie                                                                   |
| -------------- | --------------- | --------- | --------------------------------------------------------------------------- |
| Laura Nurmsalu | individueel (v) | 33e       | plaatsingsronde: 35ste met 625 punten 1ste ronde: V van UKR Martsjenko: 0–6 |

### Gewichtheffen
| Olympiër     | Onderdeel  | Resultaat | Prestatie                                                   |
| ------------ | ---------- | --------- | ----------------------------------------------------------- |
| Mart Seim VS | +105kg (m) | 7e        | trekken: 13de met 187kg stoten: 3de met 243kg totaal: 430kg |

### Judo
| Olympiër         | Onderdeel  | Resultaat | Prestatie                                          |
| ---------------- | ---------- | --------- | -------------------------------------------------- |
| Grigori Minaškin | –100kg (m) | 17e       | 1ste ronde: vrij 2de ronde: V van KAZ Rakov: shido |

### Roeien
| Olympiër                                              | Onderdeel       | Resultaat | Prestatie                                       |
| ----------------------------------------------------- | --------------- | --------- | ----------------------------------------------- |
| Tõnu Endrekson Andrei Jämsä Allar Raja Kaspar Taimsoo | dubbel-vier (m) | Brons     | serie 1: 1ste in 5.51,71 finale: 3de in 6.10,65 |

### Schermen
| Olympiër                                                 | Onderdeel      | Resultaat | Prestatie |
| -------------------------------------------------------- | -------------- | --------- | --- |
| Nikolai Novosjolov                                       | degen (m)      | 5e        | 1ste ronde: vrij 2de ronde: W van KOR Park: 12–10 3de ronde: W van VEN Limardo: 15–12 kwartfinale: V van HUN Imre: 9–15 |
|                                                          |                |           | |
| Julia Beljajeva                                          | degen (v)      | 17e       | 1ste ronde: vrij 2de ronde: V van HUN Szasz: 11–15                                                                      |
| Irina Embrich                                            | degen (v)      | 9e        | 1ste ronde: vrij 2de ronde: W van UKR Panteljejeva: 15–3 3de ronde: V van CHN Sun: 12–15                                |
| Erika Kirpu                                              | degen (v)      | 9e        | 1ste ronde: vrij 2de ronde: W van USA Holmes: 5–4 3de ronde: V van TUN Bebes: 11-15                                     |
| Julia Beljajeva Irina Embrich Erika Kirpu Kristina Kuusk | degen team (v) | 4e        | 1ste ronde: W van Zuid-Korea: 27–26 halve finale: V van China: 36–45 bronzen finale: V van Rusland: 31–37               |

### Schietsport
| Olympiër     | Onderdeel               | Resultaat | Prestatie                                    |
| ------------ | ----------------------- | --------- | -------------------------------------------- |
| Peeter Olesk | 25m snelvuurpistool (m) | 25e       | kwalificatie: 25ste met 553 punten (270-283) |

### Triatlon
| Olympiër      | Onderdeel | Resultaat | Prestatie                                                                                   |
| ------------- | --------- | --------- | ------------------------------------------------------------------------------------------- |
| Kaidi Kivioja | vrouwen   | 44e       | zwemmen: 20:07 (48e) wielrennen: 1:05:53 (47e) hardlopen: 38:05 (39e) totaal: 2:05:42 (44e) |

### Wielersport
| Olympiër      | Onderdeel        | Resultaat | Prestatie |
| ------------- | ---------------- | --------- | --------- |
| Tanel Kangert | wegwedstrijd (m) | 9e        | 6:11.52   |
| Rein Taaramäe | wegwedstrijd (m) | DNF       | DNF       |

### Worstelen
| Olympiër       | Onderdeel   | Resultaat   | Prestatie |
| Vrije stijl    | Vrije stijl | Vrije stijl | Vrije stijl |
| -------------- | ----------- | ----------- | --- |
| Epp Mäe        | –75kg (v)   | 13e         | kwalificatie: vrij 2de ronde: V van CHN Zhou: 4–6                                                                         |
| Grieks-Romeins |             |             | |
| Ardo Arusaar   | –98kg (m)   | 16e         | kwalificatie: vrij 1ste ronde: V van RUS Magomedov: 0–6                                                                   |
| Heiki Nabi     | –130kg (m)  | 5e          | kwalificatie: vrij 1ste ronde: V van CUB Lopez: 0–3 herkansingen: W van SWE Eurén: 3–0 bronzen finale: V van Semenov: 0–6 |

### Zeilen
| Olympiër                        | Onderdeel   | Resultaat | Prestatie                                         |
| ------------------------------- | ----------- | --------- | ------------------------------------------------- |
| Karl-Martin Rammo VO            | laser (m)   | 21e       | 169 punten: (24-19-17-44-30-28-36-8-2-5)          |
| Deniss Karpak                   | finn (m)    | 20e       | 126 punten: (5-14-17-20-23-10-13-8-18-21)         |
|                                 |             |           |                                                   |
| Ingrid Puusta                   | RS:X (v)    | 11e       | 133 punten: (18-13-12-10-8-11-9-18-7-17-14-14)    |
| Anna Maria Sepp Kätlin Tammiste | 49er FX (v) | 19e       | 194 punten: (15-17-19-20-17-18-16-18-19-20-18-17) |

### Zwemmen
| Olympiër        | Onderdeel           | Resultaat | Prestatie                |
| --------------- | ------------------- | --------- | ------------------------ |
| Martin Allikvee | 200m schoolslag (m) | 33e       | serie 1: 4de in 2.13,66  |
|                 |                     |           |                          |
| Maria Romanjuk  | 100m schoolslag (v) | 30e       | serie 2: 1ste in 1.09,49 |